# Ágoston Hugó
Ágoston Hugó (Medgyes, 1944. május 20. –) romániai magyar fizikus, szerkesztő, újságíró.

## Életútja
A nagyenyedi Bethlen Gábor Kollégiumban érettségizett 1962-ben, a Babeș–Bolyai Tudományegyetem elméleti fizika karán szerzett tanári képesítést. 1967-től Szászrégenben középiskolai tanár, 1970-től A Hét tudományos szerkesztője.
Novelláit közölte az Előre és az Utunk. Közírói pályáját a Korunkban kezdte, tudományos esszéi először A Hétben jelentek meg. Válogatta és utószóval látta el az Alagút a világ alatt című tudományos-fantasztikus novellagyűjteményt (1975) és Stanislaw Lem Summa technologiae című kötetét (Korunk Könyvek, 1977); 20. századi fizikusok szövegeiből állította össze a Fizika és megismerés című antológiát (Korunk Könyvek, 1980).
A bukaresti A Hét alapító tagja (1970), 1977-től tudományrovatának szerkesztője, majd rovatvezetője, egyéves nyomdai korrektorság (1989) után a lap főszerkesztő-helyettese (1990–2000), majd főmunkatársa 2003-ig, a lap bukaresti kiadásának megszűntéig; a TETT szerkesztője (1977).
1989 után bekerült a Román Televízió tanácsadó testületébe (1997) mint magyar nemzetiségű képviselő. A Magyar Újságírók Romániai Egyesületének (MÚRE) alapító vezetőségi tagja (egyik alelnöke), majd elnöke volt 1997 és 1999 között. Ő szerkesztette Ambrus Attilával a MÚRE 1999-es évkönyvét.
A román közszolgálati rádió vezetőtanácsának tagja (2002–2006, 2006–2010), majd póttagja (2012–2014, 2014–2017).
A kolozsvári Krónika című napilap alapító főszerkesztő-helyettese (1999), majd főmunkatársa; a kolozsvári Provincia alapító szerkesztője, szerkesztőbizottsági tagja (2000).
2005-ben elvállalta az induló Új Magyar Szó (ÚMSZ) című napilap főszerkesztői teendőit a hiteles informálás programja jegyében, az új napilap lényegében a megszűnt Romániai Magyar Szó helyébe lépett. Később, 2018-ig a Maszol.ro publicistája, vélemény rovatának a szerkesztője (2012 júliusától az ÚMSZ csak online változatban jelenik meg).
Több ezer cikk szerzője, scifi- és tudományosesszé-kötetek összeállítója. Bukaresti élet, képek című könyve (Scripta Kiadó) 2000-ben jelent meg. 2006-ban megjelent A lábujjhegyre állt ország című beszélgetéskötet, amely Ágoston Hugó és Markó Béla 22 beszélgetését tartalmazza. A kötetet nemcsak Erdélyben, hanem Budapesten is több helyütt bemutatták. 2008-ban Condamnați la reconciliere címmel románul is megjelent. Beszélgetőkönyve Borbély Lászlóval (A politika színpadán) 2016-ban jelent meg.

## Szakmai kitüntetései
- az Erdélyi Magyar Közművelődési Egyesület (EMKE) Kacsó Sándor-díja publicisztikáért (1997);
- a Magyar Újságírók Országos Szövetsége (MÚOSZ) Hevesi Endre-díja tudományos ismeretterjesztésért (1997);
- a MÚRE nívódíja közéleti újságírói tevékenységéért (2002)[8]
- a MÚOSZ Aranytolla több évtizedes eredményes újságírói munkásságáért (2005);[9]
- a MÚRE örökös tagja (2005);
- Ezüstfenyő Díj közéleti tevékenységéért és publicisztikájáért (2006);
- Szabad Sajtó-díj közéleti tevékenységéért és publicisztikájáért (2009);

## Művei
- Alagút a világ alatt. Tudományos-fantasztikus novellák; vál., jegyz. Ágoston Hugó; Kriterion, Bukarest, 1975
- Fizika és megismerés. Tanulmányok; vál., utószó Ágoston Hugó; Kriterion, Bukarest, 1979 (Korunk könyvek)
- Piknik a senkiföldjén. Tudósok sci-fi írásai; vál., jegyz. Ágoston Hugó; Kriterion, Bukarest, 1984
- Morel találmánya. Írók sci-fi írásai; vál., utószó Ágoston Hugó; Kriterion, Bukarest, 1986;
- Képzeletbeli utazások; vál. előszó, jegyz. Medgyesi Ákos [Ágoston Hugó]; Albatros, Bukarest, 1986;
- Az összerobbanás; vál., előszó Medgyesi Ákos [Ágoston Hugó]; Albatros, Bukarest, 1987;
- Bukaresti élet, képek; Scripta, Nagyvárad, 2000 (Páholy könyvek)
- A lábujjhegyre állt ország. Markó Bélával beszélget Ágoston Hugó. 2005. április-október; Pallas-Akadémia, Csíkszereda, 2006 (románul is)
- Condamnati la reconciliere. Markó Béla in dialog cu Ágoston Hugó. Curtea Veche, Bucuresti, 2006;
- A politika színpadán. Borbély Lászlóval beszélget Ágoston Hugó, Alutus, Csíkszereda, 2016.